# Collège de Montaigu
Pour les articles homonymes, voir Montaigut.

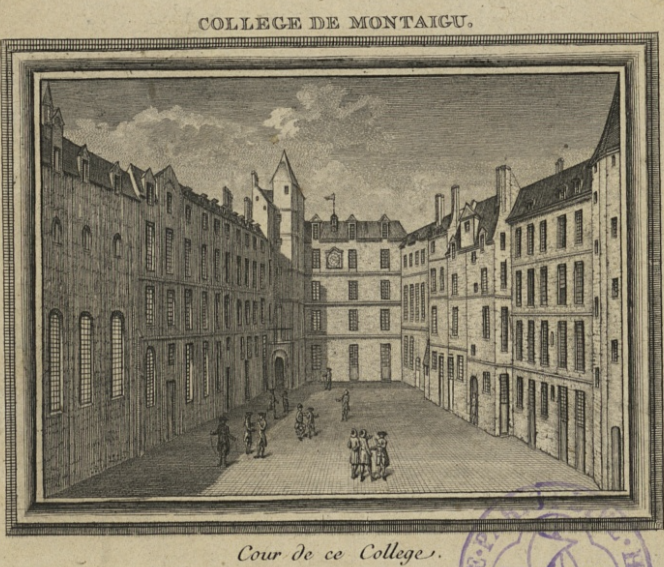
La cour du collège de Montaigu sur gravure du XVIIIe siècle.

Le Collège de Montaigu est l’un des collèges constituants de la Faculté des Arts de l'université de Paris.

## Fondation

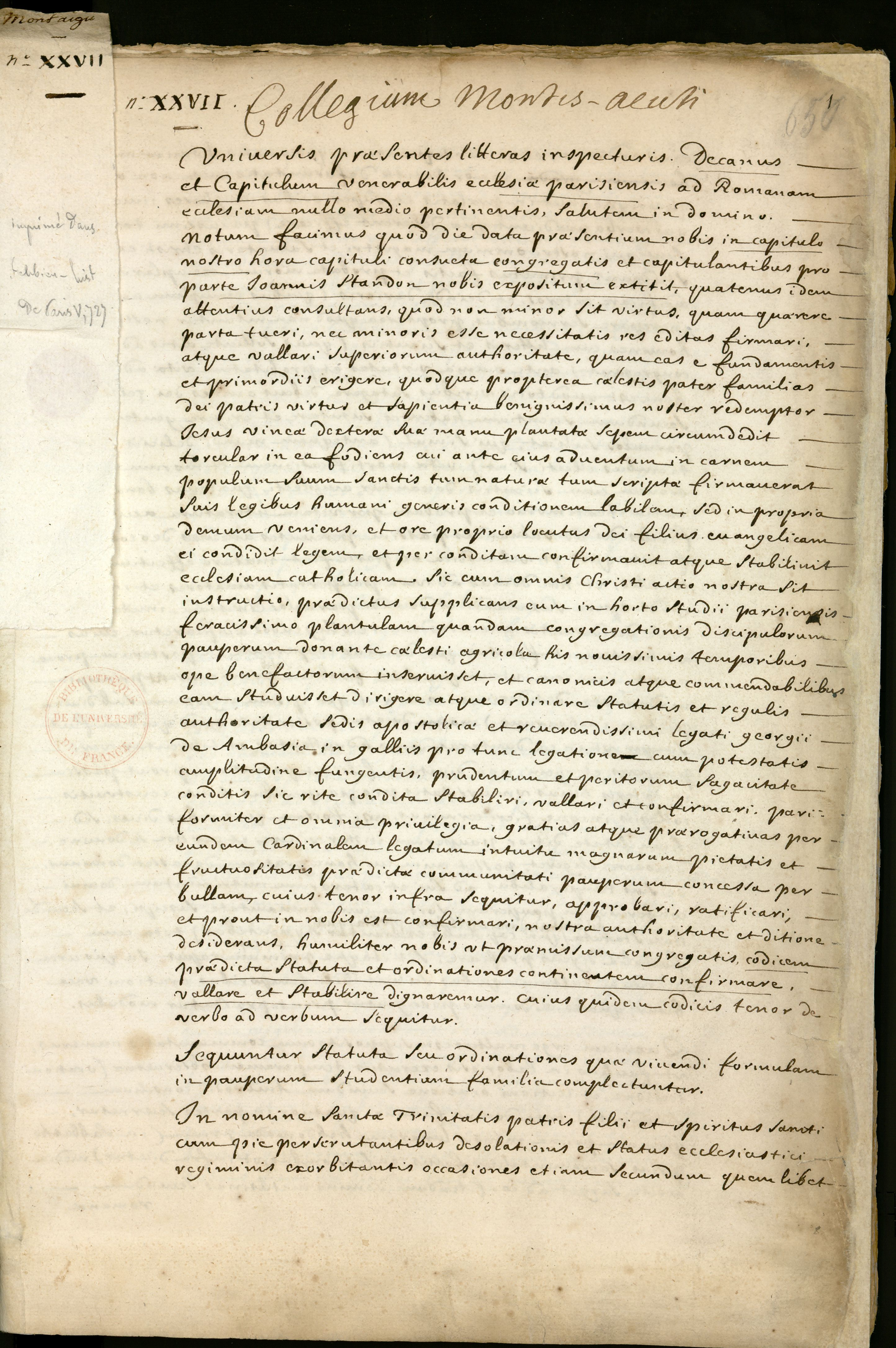
Fondation et statuts du collège de Montaigu. Manuscrit en latin (Bibliothèque de la Sorbonne, NuBIS).

Le Collège (originellement, le « Collège des Aicels »)  fut fondé en 1314 par Gilles I Aycelin de Montaigut, l’archevêque de Rouen, et, ruiné, fut restauré par son petit-neveu Pierre Aycelin de Montaigut, évêque de Nevers et évêque-duc de Laon et fut appelé en conséquence  Collège de Montaigu. L’emplacement des bâtiments se trouvait sur la Place du Panthéon, l'entrée était située rue des Sept-Voies. La  bibliothèque Sainte-Geneviève fut construite juste derrière les bâtiments. Le collège bénéficiait d'amples privilèges : « Le maître sera élu entre les pauvres écoliers et par eux... L'élu sera appelé le ministre des pauvres. Il est fait mention dans ce règlement de 84 pauvres écoliers fondés en l'honneur des 12 apôtres et des 72 disciples. Les écoliers et les maîtres ne dépendaient pour la confession, ni de l'évêque de Paris, ni même du pape ».

## Renouveau
Quand en 1483 Jan Standonck est nommé principal le collège est à nouveau ruiné faute de moyens financiers. Célèbre  pour sa saleté, il est qualifié de  « collège de pouillerie » par Ponocrates dans le Gargantua de Rabelais (chapitre 37 dans l'édition Juste de 1542). Ardent partisan de la réforme morale de l'Église, il y impose la pédagogie des Frères de la vie commune, une discipline sévère rétablissant même l’usage des châtiments corporels comme le fouet, et une pratique religieuse assidue.
Il organise les étudiants  en classes de niveaux différents, organisés autour des Arts libéraux, et pour finir le Quadrivium avec examen de passage.
Grâce à des dons de l’amiral de Graville et de Jean de Pontville, vicomte de Rochechouart, chambellan de Charles de France, Standonck put construire de nouveaux bâtiments.
Il accueille des étudiants pauvres et fonde la « maison des pauvres clercs ». Le collège reçoit alors d’une part des étudiants payants appelés caméristes et les pauvres qui paient leurs études en effectuant des travaux  appelés domestiques ou galoches. La cape que portaient les élèves les avait fait, comme Erasme, surnommer  « capettes, capètes ou capets ».
Le collège devint l’un des centres les plus célèbres de la préréforme catholique du XVe siècle.
Ignace de Loyola avant de partir pour le Collège Sainte-Barbe y suivit en 1528-1529, des cours de pédagogie  et emprunta à la règle de vie des pauvres des éléments importants pour les méthodes d’enseignement des collèges jésuites  .
Noël Beda en devint le principal en 1504 à la mort de Standonck et s'adjoignit comme régent Pierre Tempête (Horrida Tempestas montum turbavit acutum), grand fouetteur d'enfants, qui devint principal à son tour en 1514 et le demeurera jusqu'en 1528, quand il résigna sa charge, étant nommé curé de Champigny et chanoine de Noyon.
En 1578, John Lee de Waterford créa, avec un petit groupe de séminaristes irlandais, la Communauté des étudiants irlandais à Paris, au Collège de Montaigu.

## La congrégation de Montaigu
De retour en France après son exil en 1499, Standonck crée  la congrégation de Montaigu. Chaque maison de sa congrégation devait être composée d'un ministre, de douze maîtres, et de soixante- douze disciples. Les disciples ne faisaient que des vœux simples, mais les maîtres faisaient des vœux plus étendus, et le père, c'est-à-dire le général de cette congrégation, devait avoir une autorité absolue. Cette congrégation  est approuvée par Rome le 23 février 1501, et par Etienne Poncher le 13 janvier 1502.
Il établit des maisons à Malines, Valenciennes et Louvain qui occupa une place importante à l’Université de cette ville. Il soumit ces quatre maisons à celle de Montaigu.
Noël Béda et Pierre Tempête qui lui succédèrent négligèrent la congrégation et un certain nombre de disciples décidèrent de la quitter et se regroupèrent autour d’Ignace de Loyola pour créer une société qui répondent mieux aux règles de la congrégation, ce qui fut à l’origine de la Compagnie de Jésus.

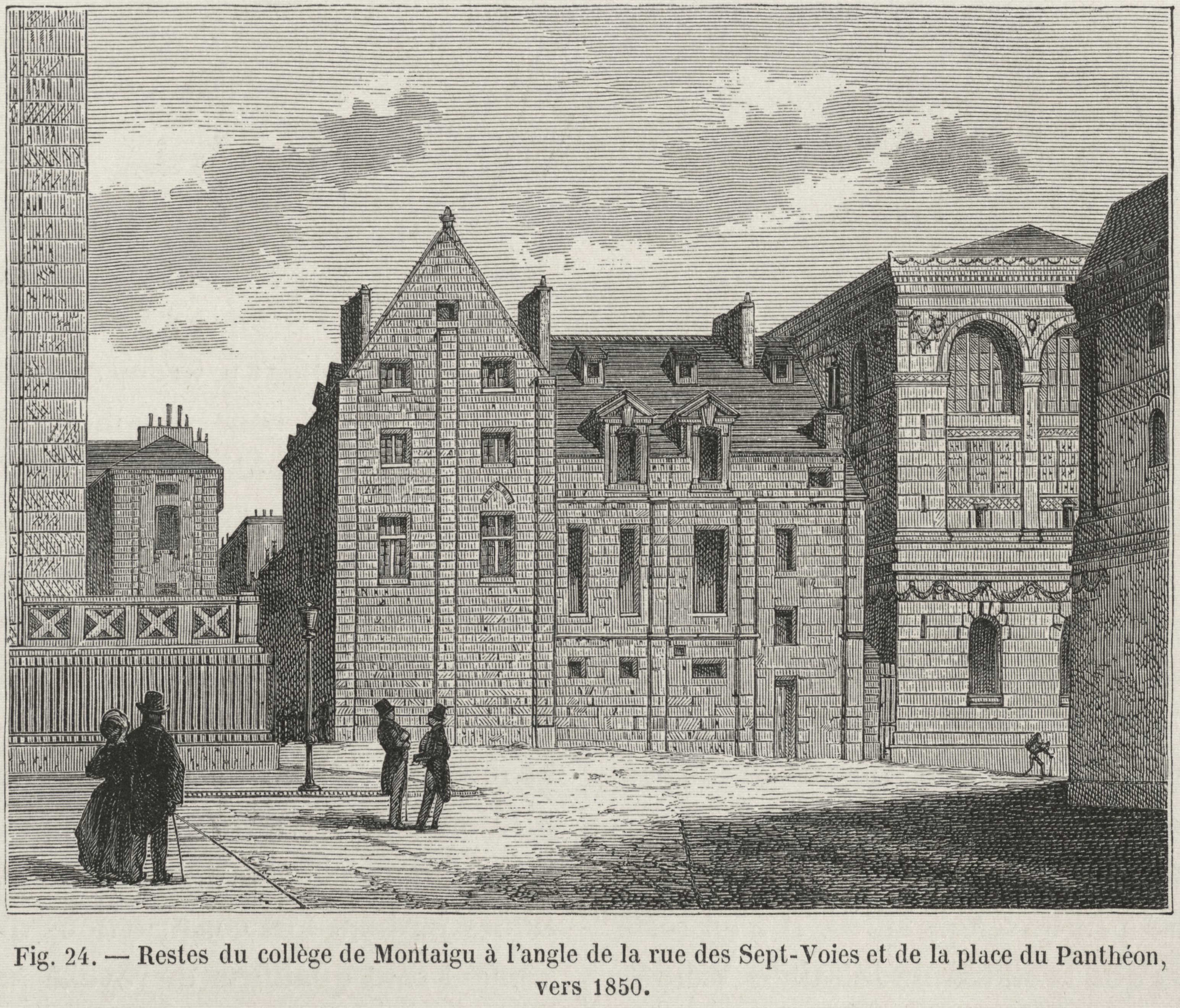
Restes du collège de Montaigu à l'angle de la rue des Sept-Voies et de la place du Panthéon, vers 1850.

## La fin

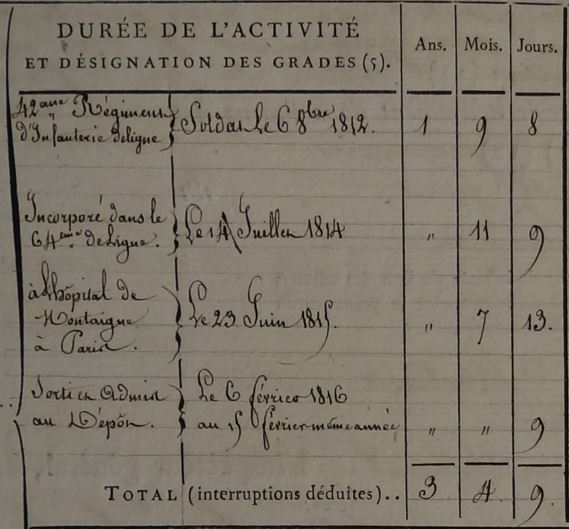
Dossier de pension d'un soldat blessé à Fleurus, Belgique, et hospitalisé à l'hôpital de Montaigu.

En 1763, il survit à la réunion des petits collèges. En 1792, le collège fut supprimé et subira le sort de nombreuses institutions et devint jusqu'à sa destruction successivement prison militaire, maison d'arrêt de la garde nationale sanctionnant infractions à la discipline des gardes, hôpital militaire en 1815 et, par ordonnance royale du 3 décembre 1832, pénitencier militaire  sous les noms de « prison de Montaigu », puis de « pénitencier de Montaigu », avant de devenir une caserne d'infanterie sous les noms de « caserne de la rue Saint-Etienne-des-Grès et caserne de Montaigu », puis dépôt de recrutement tout en conservant son surnom de « Maison des Haricots ».
La plus grande partie du bâtiment fut démolie en 1844 pour construire la bibliothèque Sainte-Geneviève et agrandir la place du Panthéon.
Ses derniers vestiges à côté de cette bibliothèque furent détruits après 1850.

## Anecdotes

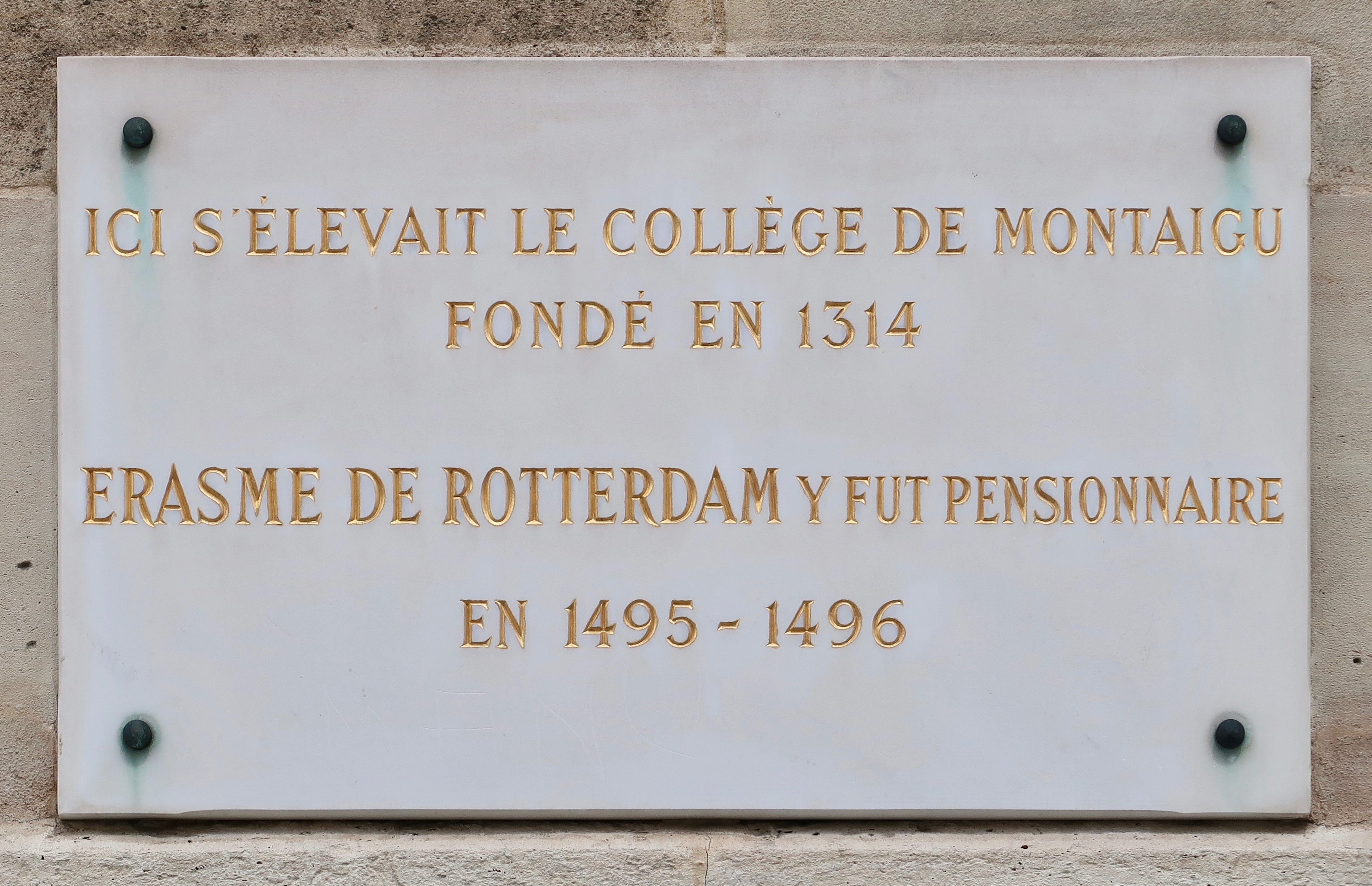
Plaque commémorative 10 place du Panthéon (Paris).

- Plaque commémorative 10 place du Panthéon (Paris).Érasme, dans ses Colloques, qui y séjourna en 1494-1495 et bien qu'élève privilégié, se souvint du régime : « Voici trente ans, écrivit-il dans les Colloques, j'ai vécu à Paris dans un collège... ou régnait Jean Standonck, homme d'intentions louables, mais tout à fait dépourvu de jugement. Se rappelant sa jeunesse, qu'il avait passée dans une extrême pauvreté, il ne négligeait pas les pauvres : on doit l’en approuver hautement. Et s'il s'était contenté d'alléger leur misère, de procurer à des jeunes gens les modestes ressources nécessaires à leurs études, il aurait mérité des louanges. Mais il se mit à son entreprise avec une autorité si dure, il les contraignit à un régime si rude, à de telles abstinences, à des veilles et des travaux si pénibles, que plusieurs d'entre eux, heureusement doués et qui donnaient les plus belles espérances, moururent ou devinrent, par sa faute, aveugles, fous ou lépreux, dès la première année d'essai : aucun ne resta sans courir quelque danger. N'est-ce pas de la barbarie envers le prochain ? Non content de ces rigueurs il leur fit porter la chape et la cagoule ; il leur interdit absolument l'usage de la viande... Au cœur de l'hiver, on les nourrissait d'un peu de pain, on leur faisait boire l'eau du puits, corrompue et dangereuse, quand le froid du matin ne l'avait pas gelée. J'en connais beaucoup qui, même aujourd'hui, ne peuvent se guérir des infirmités contractées à Montaigu. Il y avait quelques chambres basses dont le plâtre était moisi, et qu'empestait le voisinage des latrines. Personne ne les habita jamais sans y mourir ou prendre quelque maladie grave. Je ne parle pas de la cruauté avec laquelle on fouettait les écoliers, même innocents. On prétendait abattre ainsi l'orgueil ; entendez par orgueil toute noblesse de nature, que l'on s'ingéniait à ruiner, pour rendre les adolescents aptes à la vie monastique... Combien on y dévorait d'œufs pourris ! Combien on y buvait du vin gâté ! »[5].

- Rabelais, parlant de ce «collège de pouillerie», met dans la bouche de Pornocrates, ces mots vengeurs : « Mieux sont traités les forçats chez les Maures et Tartares, les meurtriers en la prison criminelle, voire certes les chiens en votre maison, que ne sont ces malheureux audit collège ! Et si j'étais roi à Paris, le diable m'emporte si je ne mettais le feu dedans et ferais brûler et Principal, et Régent, qui endurent cette inhumanité devant leurs yeux. » (Gargantua, livre I, chapitre 37).
- À propos d’Antoine Tempeste, principal du collège qui tyrannisait les écoliers, Rabelais écrit : « Tempeste fut ung grand fouetteur d‘escholier au collège de Montagut, si par fouetter pauvres enfants, escholiers innocents, les pédagogues sont damnés, il est, sur mon honneur, en la roue d’Ixion, fouettant le chien courtaut qui l’esbranle. » (Pantagruel, livre IV, chapitre 21).
- Proverbe : À Montaigu tout est aigu  (Mons acutus, ingenium acutum, dentes acuti : Mont-Aigu, esprit et  dents aigus).

Le collège de Montaigu est aussi un établissement d'enseignement secondaire situé sur la commune de Heillecourt en Meurthe-et-Moselle.

## Élèves et enseignants célèbres
- Philippe-François-Joseph Le Bas
- Didier de Birstorff
- Jean Molinet
- Érasme
- Jean Calvin
- Saint Ignace de Loyola
- Pierre Viret
- Noël Béda
- Louis Malet de Graville, élève, puis mécène.
- L'explorateur Villegagnon
- Hector Boece
- John Knox
- René de Rieux (1588-1651), évêque de Léon, élève vers 1603-1605[6].
- Joseph Fourier, célèbre académicien et mathématicien français
- John Mair
- Élie Benoît
- Gaspard Lax de Sarenina
- Jean-François-René Mahérault y enseigna
- Nicolas Petit, professeur, poète humaniste et régent ès arts, auteur des Silvae (1522)